# Gmina Orust
Gmina Orust (szw. Orust kommun) – gmina w Szwecji, w regionie Västra Götaland, z siedzibą w Henån.
Pod względem zaludnienia Orust jest 146. gminą w Szwecji. Zamieszkuje ją 15 160 osób, z czego 48,9% to kobiety (7413) i 51,1% to mężczyźni (7747). W gminie zameldowanych jest 333 cudzoziemców. Na każdy kilometr kwadratowy przypada 38,97 mieszkańca. Pod względem wielkości gmina zajmuje 207. miejsce.